# Les Clients du Bon Chien jaune
Pour les articles homonymes, voir Chien jaune (homonymie).
 (novembre 2019).
Si vous disposez d'ouvrages ou d'articles de référence ou si vous connaissez des sites web de qualité traitant du thème abordé ici, merci de compléter l'article en donnant les références utiles à sa vérifiabilité et en les liant à la section « Notes et références ».
Les Clients du Bon Chien jaune. Roman d'aventures est un roman de Pierre Mac Orlan publié en 1926 aux éditions « Les Arts et le livre » dans la collection « La joie de nos enfants ». Il est illustré par Georges Tcherkessof.

## Résumé

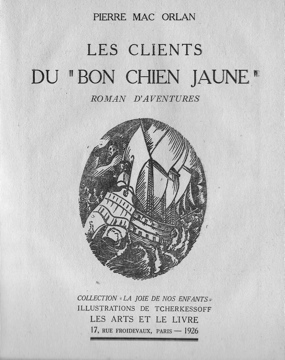
Page de titre de l'édition originale de 1926 des Clients du Bon Chien Jaune

L’action se déroule en Bretagne, sur la côte du Léon, en 1756. Le jeune Louis-Marie Benic, âgé de 14 ans, vient de perdre son père. Seul, sans ressources, il entreprend alors d'aller à Brest, où s'est établi Nicolas Benic, un oncle qu'il n'a jamais vu, en qualité de tenancier d'un cabaret mystérieux à l'enseigne du Bon Chien Jaune.
Le jeune homme est accueilli par l'aubergiste qui le prend à son service. Mais un soir, à l'occasion d'une entrevue de son oncle avec un individu, visiblement des plus louches, répondant au sobriquet de « Pain Noir », Louis-Marie commence à douter de la probité de son oncle. À juste titre : il finira par apprendre que l'aubergiste a partie liée avec une bande de pirates établie entre la France et l'Angleterre, bande à laquelle il sert à la fois de receleur et de pourvoyeur en marins.
Ne résistant pas à l'appel de l'aventure, Louis-Marie embarque clandestinement sur le brick de la bande, qui fait voile vers Londres. Rapidement repéré, mais accepté sur le navire grâce à son audace, à sa force physique, et à l'amitié de Virmoutiers, bagnard évadé dont il a fait la connaissance à Brest, le jeune homme découvre bientôt de quelle manière originale les pirates procèdent pour semer la panique chez les équipages des navires qu'ils abordent : les hommes se déguisent en squelettes, le navire est repeint en noir et blanc et rebaptisé Le Hollandais Volant. Virmoutiers, jouant une marche funèbre sur un orgue, tandis que l'on fait brûler des torches sur le pont, achève de donner au brick pirate les allures d'un véritable vaisseau fantôme.
Louis-Marie s'aperçoit rapidement que la vie réelle des pirates ne ressemble que bien peu à ce qu'il en imaginait. En particulier, la violence brutale de ses nouveaux compagnons, les froids massacres auxquels ils se livrent le dégoûtent de cette pénible existence. Mais il est trop tard pour faire marche arrière.
Un jour, les hommes de Mathieu Miles viennent de capturer le maigre butin d'un navire marchand battant pavillon français. Contrairement aux autres combats, celui-ci a été d'abord incertain, a durement éprouvé les pirates du Hollandais Volant. S'apprêtant à repartir avec leur butin, ils voient se profiler à l'horizon la lourde silhouette d'un bâtiment de guerre espagnol. Miles ordonne à ses hommes de ramener sur le pont du Hollandais Volant les cadavres de l'équipage du bateau français et de se glisser au milieu d'eux, faisant les morts. La ruse réussit : le navire espagnol, qui s'apprêtait à donner l'assaut, passe devant le brick et son équipage, blême, contemple le spectacle de désolation qu'offre le pont du vaisseau pirate en faisant force signes de croix.
Tout à la joie de la réussite de leur stratagème, les pirates décident de passer la nuit à festoyer au milieu des cadavres ramenés sur le pont du Hollandais volant. Mais, soudain, l'un des cadavres, celui d'une jeune femme, se met à bouger : elle se lève et, alors que les pirates sont tétanisés de terreur, elle prend la barre du brick et le ramène vers Brest, pendant que la plupart des autres cadavres se relèvent à leur tour. Les pirates comprennent alors, mais trop tard, qu'ils ont été joués : les soi-disant cadavres étaient en fait des soldats qui, lors de l'assaut donné contre leur navire, ont contrefait les morts. Les pirates ont été pris à leur propre piège, retourné contre eux à l'initiative de la Chevalière de Kergoez (la jeune fille qui s'était saisie de la barre du Hollandais Volant), et grâce à la trahison de Virmoutiers qui en fait était une « taupe ».
Les pirates, ainsi que Nicolas Benic, sont jugés à Brest, condamnés, et pendus (Virmoutiers n'est pas présent au procès). Louis-Marie, que sa jeunesse, ainsi que l'intervention de la Chevalière, ont sauvé de la corde, s'engage au service de sa nouvelle bienfaitrice. À sa mort, cette dernière lui laisse en héritage assez d'argent pour lui permettre de fonder un comptoir de marchandises à Pointe-à-Pitre.
Des années plus tard, Louis-Marie, marié et père de famille, éprouve le besoin de retourner sur les lieux de sa jeunesse. Il s'embarque avec sa femme et son fils pour Brest, et se rend, fébrile, au Bon Chien Jaune. Mais la maison a été rasée, ainsi que le nom du cabaret de la mémoire des habitants du quartier.

## Le contexte

### Dans l'ombre de Jim Hawkins
« Tous les romans de mer de Mac Orlan recommencent l'histoire de Jim Hawkins », a fait observer Jean-Yves Tadié. Les points de convergence entre L'Île au trésor de Robert Louis Stevenson et Les Clients du Bon Chien jaune sont en effet révélateurs de la force d'attraction exercée sur l'œuvre de Mac Orlan par le roman de l'écrivain écossais. Comme pour L'Île au trésor, le héros est un jeune garçon du XVIIIe siècle, attiré par l'esprit d'aventure et qui raconte, a posteriori, sa propre histoire. L'ambivalence des sentiments qu'éprouve Jim Hawkins envers Long John Silver et, réciproquement, l'attitude ambiguë de ce dernier envers Jim, trouvent leur pendant dans les relations de Louis-Marie et de Virmoutiers, si ce n'est que ce dernier joue auprès de son jeune protégé, non seulement le rôle d'un Long John Silver, mais également celui d'un docteur Livesey, rôle qui dans un dernier temps sera dévolu à la Chevalière. On pourrait ainsi multiplier les points de comparaison entre les deux romans, des plus évidents (la présence de pirates) aux plus secondaires (ainsi du cabaret comme point de départ de l'aventure).

### Les Clients du Bon Chien jauneet la littérature pour la jeunesse
Les ressemblances entre L'Île au trésor de Robert Louis Stevenson et le Bon Chien jaune  tiennent également au fait qu'ils sont l'un et l'autre des œuvres destinées à la jeunesse, et par là-même soumis à certaines contraintes particulières, dont ils ne s'exonèrent qu'en partie[réf. nécessaire]. En particulier, la jeunesse du héros, l'aspect initiatique de son périple dont la moindre des manifestations n'est pas la confrontation avec le Mal et ses (chastes) tentations, la victoire finale des représentants de l'ordre, ne sont pas tant des indices de leur proximité que de leur appartenance commune à un genre codifié[réf. nécessaire].
Ainsi, le roman de Mac Orlan ne déroge pas à l'usage[réf. nécessaire] qui veut que l'histoire ait une fin heureuse, et qui ne choque pas la morale commune : les méchants sont punis, et le jeune héros sera récompensé pour avoir fait, même si tardivement, le choix de rejoindre le camp de l'ordre, personnifié par la Chevalière. La conclusion, en particulier, qui fait défiler sur un rythme accéléré les péripéties de la vie d'adulte de Louis-Marie, ne présente qu'une succession de bonheurs, domestiques et professionnels, à peine ternis par la parenthèse mélancolique du retour à Brest, comme pour confirmer la justesse du choix de Louis-Marie.
Cette happy end, peu commune dans l'univers romanesque, volontiers pessimiste, de Pierre Mac Orlan[réf. nécessaire], contraste curieusement avec l'assombrissement progressif du récit, qui culmine en noirceur dans l'épisode de l'orgie des pirates sur le pont du Hollandais Volant (qui va jusqu'à suggérer que le capitaine Miles n'est pas exempt de penchants nécrophiles[réf. souhaitée]). De ce point de vue, la « résurrection » de la jeune morte apparaît comme un deus ex machina qui vient in extremis retirer le roman de cette noirceur dans laquelle il s'enfonçait pour le ramener vers la lumière d'un dénouement somme toute assez conventionnel[réf. nécessaire]. Cet artifice romanesque, il faut le noter, n'est pas d'une vraisemblance à toute épreuve : quelle que soit sa bonne volonté, le lecteur (du moins le lecteur adulte) éprouve des difficultés à adhérer à ce retournement de situation[réf. nécessaire], et à accepter le fait que des marins aient pu faire semblant d'être tués lors d'un combat sans que leurs adversaires, qui transportent leurs dépouilles d'un navire à l'autre, ne s'aperçoivent de la supercherie. 
Mac Orlan écrira plus tard qu'il n'apprécie guère ce concept de « littérature pour la jeunesse », expliquant « qu'une bibliothèque destinée aux jeunes gens ne doit pas se composer d'ouvrages écrits "pour eux", mais d'un choix judicieux de livres dans l'immense catalogue de la littérature mondiale. Ce choix peut prendre  départ dans les bonnes traductions du Roman de Renart pour aboutir aux meilleurs écrivains de notre temps[...] ».

### De l'auberge du «Bon Chien jaune» à l'enseigne de «L'Ancre de Miséricorde»
S'il a pour ancêtre L'Île au Trésor, Les Clients du Bon Chien jaune a pour descendant direct L'Ancre de Miséricorde, roman publié par Mac Orlan en 1941, et qui présente avec lui de telles similitudes qu'on peut les considérer, sinon comme deux états différents d'une même œuvre, du moins comme deux variations autour du même thème.
Nous nous contenterons ici de mettre en exergue quelques similitudes entre les deux romans[réf. nécessaire].
- Les deux héros sont de jeunes bretons, qui vivent au XVIIIe siècle[8], et qui ont la même attirance pour la vie, supposée aventureuse, des marins. Ils portent des prénoms quasiment identiques (Louis-Marie Benic et Yves-Marie Morgat) et sont les narrateurs du récit qui les met en scène.

- Ils vivent à quelques pas l'un de l'autre (la boutique du père d'Yves-Marie est située au bord du quartier de Kéravel, où se trouve le cabaret du "Bon Chien jaune".)

- Ils se lient tous deux d'amitié avec un bagnard (Virmoutiers et Jean de la Sorgue), qui les prend sous sa protection.

- Ils ont pour mentor un chirurgien de marine, ou du moins prétendu tel (ce en quoi ils rejoignent également le narrateur anonyme de À bord de L'Étoile Matutine).

- À l'issue de leur périple, les pirates seront pendus, mais surtout les deux jeunes gens seront déçus par la réalité de la vie d'aventures, bien différente de ce qu'ils en imaginaient.

- Le « port d'attache » de leur jeunesse sera détruit, et avec lui disparaîtront les supports matériels de leurs souvenirs. Sur ce dernier point, l'expérience d'Yves-Marie Morgat et de Louis-Marie Benic rejoint celle de Mac Orlan lui-même[9], la disparition des « paysages sentimentaux » de la jeunesse étant l'un des thèmes récurrents de son œuvre.

## Variantes
L'édition de 1926 des Clients du Bon Chien jaune présente avec la version définitive quelques différences de détails assez peu significatives, à l'exception d'une, qui porte sur les dernières lignes du texte (explicit). On constate que dans la version la plus récente a été gommé tout élément susceptible d'aller à l'encontre de l'idée que le bonheur du narrateur est sans mélange...

### Explicit de l'édition de 1926
« Je courais plutôt que je ne marchais. Je retrouvai les petites venelles de Kéravel et soudain mes yeux cherchèrent un décor familier. Le cabaret du Bon Chien Jaune n'existait plus. La vieille masure avait été rasée. À sa place, il ne restait que quelques pierres et une dizaine de pieux sur lesquels des femmes du voisinage faisaient sécher leur linge.
J'entrai dans un petit cabaret à quelques pas de cette triste porte qui donnait sur le bagne et où tant de fois j'avais vu apparaître la tête rase de Virmoutiers.
Je pris une bolée de cidre et je dis au patron : "Avez-vous connu le dénommé Benic, qui tenait un cabaret : Le bon Chien Jaune, à cet endroit?" Et je montrai du doigt l'ancien emplacement de l'auberge.
"Ma foi non, Monsieur, il y a sept ans que je suis ici, et à cette époque la maison dont vous me parlez n'existait déjà plus."
Je payai mon écot et je me dirigeai à pas lents vers le domicile où j'avais laissé ma chère femme et mon cher enfant. Mais je marchais comme un vieil homme. »

### Explicit de l'édition de 1946 (reprise dans l'édition Folio junior)
« Je courais plutôt que je ne marchais. Je retrouvai les petites venelles de Kéravel et soudain mes yeux cherchèrent un décor familier. Le cabaret du Bon Chien Jaune n'existait plus. La vieille masure avait été rasée. À sa place, il ne restait que quelques pierres et une dizaine de pieux sur lesquels des femmes du voisinage faisaient sécher leur linge.
J'entrai dans un petit cabaret à quelques pas de cette triste porte qui donnait sur le bagne et où tant de fois j'avais vu apparaître la tête rase de Virmoutiers.
Je pris une bolée de cidre et je dis au patron : "Avez-vous connu le dénommé Benic, qui tenait un cabaret : Le bon Chien Jaune, à cet endroit?" Et je montrai du doigt l'ancien emplacement de l'auberge.
- Ma foi non, Monsieur, il y a sept ans que je suis ici, et à cette époque la maison dont vous me parlez n'existait déjà plus.
Je payai mon écot et je me dirigeai à pas lents vers le domicile où j'avais laissé ma chère femme et mon cher enfant.
Notre séjour en France nous réconforta le cœur et l'esprit. Au retour, après une traversée mouvementée, nous fûmes tous bien heureux de retrouver Pointe-à-Pitre, nos vieux amis et nos habitudes. Je ne devais plus dévier de la route que j'avais choisie après la mort de Mademoiselle de Kergoez. »

### Explicit deL'Ancre de Miséricorde
La conclusion initialement écrite rapproche encore davantage Les Clients du Bon Chien Jaune de L'Ancre de Miséricorde et de son explicit désenchanté :

« À cette époque, mon père mourut et L'Ancre de Miséricorde fut vendue par l'entremise de mon notaire, puisque j'étais fils unique et qu'il ne pouvait être question que je continuasse ce commerce.
Le vieil immeuble fut démoli par ses nouveaux propriétaires qui construisirent à la place un hôtel particulier.
J'étais en mer à cette date et je ne pus recueilir notre vieille enseigne, qui fut enfouie avec les plâtras et les décombres de ma jeunesse, c'est-à-dire avec la substance la plus vivante de ce passé qui me permit d'écrire ces quelques pages où toute mon amertume n'est pas encore enclose. »

## Ouvrages cités dans cet article
- Pierre Mac Orlan, A bord de l'Étoile Matutine, éditions Gallimard, coll. Folio no 1483, Paris, 1983
- Pierre Mac Orlan, L'Ancre de Miséricorde, éditions Émile-Paul Frères, Paris, 1941
- Pierre Mac Orlan, Les Clients du Bon Chien Jaune, éditions Les Arts et le livre, coll. "La joie de nos enfants", Paris, 1941
- Pierre Mac Orlan, Les Clients du Bon Chien Jaune, éditions Gallimard, coll. Folio junior no 494, Paris, 1997
- Pierre Mac Orlan, Images abolies, éditions Michel de Maule, 2005
- Charles Robert Maturin, Melmoth, éditions Phébus, coll. libretto, Paris, 1996 (préface d'André Breton)
- Jean-Yves Tadié, Le Roman d'aventures, éditions des P.U.F., coll. « écritures », Paris, 1982